# Brampton (Cambridgeshire)
Brampton es una localidad situada en el condado de Cambridgeshire, en Inglaterra (Reino Unido), con una población estimada a mediados de 2016 de 4916 habitantes.
Se encuentra ubicada al noroeste de la región Este de Inglaterra, al norte de Londres y a poca distancia de las ciudades de Cambridge —la capital del condado— y Rutland.